# هیوندای موتور
هیوندای موتور (به کره‌ای: 현대 자동차 주식회사) شرکت خودروسازی کره‌ای است، که در سال ۱۹۶۷ توسط چانگ جو-یانگ (بنیانگذار گروه شرکت‌های هیوندای) تأسیس شد.
هیوندای موتور به همراه کیا موتورز، از زیرمجموعه‌های گروه هیوندای موتور به‌شمار می‌روند، که اکنون این گروه پس از شرکت‌های تویوتا (ژاپن) و گروه فولکس‌واگن (آلمان) و یک جایگاه بالاتر از شرکت جنرال موتور (آمریکا) به‌عنوان سومین خودروساز بزرگ جهان شناخته می‌شود.
دفتر مرکزی این شرکت در شهر سئول قرار دارد. شرکت هیوندای موتور (بدون کیا) در سال ۲۰۰۸ در رتبه هشتم از بزرگ‌ترین شرکت‌های خودروسازی جهان قرار داشت. این شرکت در سال ۲۰۱۲ بیش از ۴ میلیون و ۴۰۰ هزار دستگاه خودرو در کشورهای مختلف به‌فروش رساند. بخشی از سهام شرکت هیوندای موتور در بازارهای بورس کره، بورس نزدک و بورس لندن مبادله می‌شود.
این شرکت مالک بزرگ‌ترین کارخانه یکپارچه خودروسازی در جهان است، که در شهر اولسان مستقر است و سالیانه بالغ بر ۱ میلیون و ۶۰۰ هزار دستگاه خودرو تولید می‌کند. امروزه شرکت هیوندای محصولات و خدمات خود را از طریق ۶ هزار مرکز فروش و نمایندگی رسمی خدمات، که در ۱۹۳ کشور جهان مستقر می‌باشند، عرضه می‌دارد.

## تاریخچه
هسته اولیه گروه شرکت‌های هیوندای در سال ۱۹۴۶ توسط چانگ جو-یانگ تأسیس شد و در طول دهه نخست فعالیتش، با استفاده از حمایت‌های دولتی، انواع فعالیت‌های صنعتی و تجاری همچون ساخت‌وسار، کارخانجات فولادسازی، حوضچه‌های کشتی‌سازی و تجهیزات الکترونیکی، همچنین ارائه خدمات پشتیبانی، خدمات مالی و تجاری را تحت پوشش این هلدینگ قرار داد و در ابتدای دهه ۱۹۶۰ به بزرگ‌ترین شرکت خوشه‌ای کره جنوبی تبدیل شد.
چانگ جو-یانگ در سال ۱۹۶۷ هیوندای موتور را به‌عنوان شرکت تابعه از گروه هیوندای و بازوی خودروسازی این گروه صنعتی، تأسیس کرد. نخستین خودروی عرضه شده توسط این شرکت، فورد کورتینا بود، که با مشارکت مستقیم شرکت فورد، اما با استفاده از نیروی انسانی در کره جنوبی مونتاژ می‌شد. مالکین شرکت هیوندای با هدف ساخت خودرویی مستقل، مدیرعامل پیشین شرکت خودروسازی انگلیسی بریتیش لیلاند؛ جورج ترنبول را در شرکت خودروسازی هیوندای استخدام کردند. ترنبول نیز ۵ مهندس بریتانیایی را برای پیشبرد توسعه و ساخت نخستین خودروی این شرکت کره‌ای، بکار گرفت. 

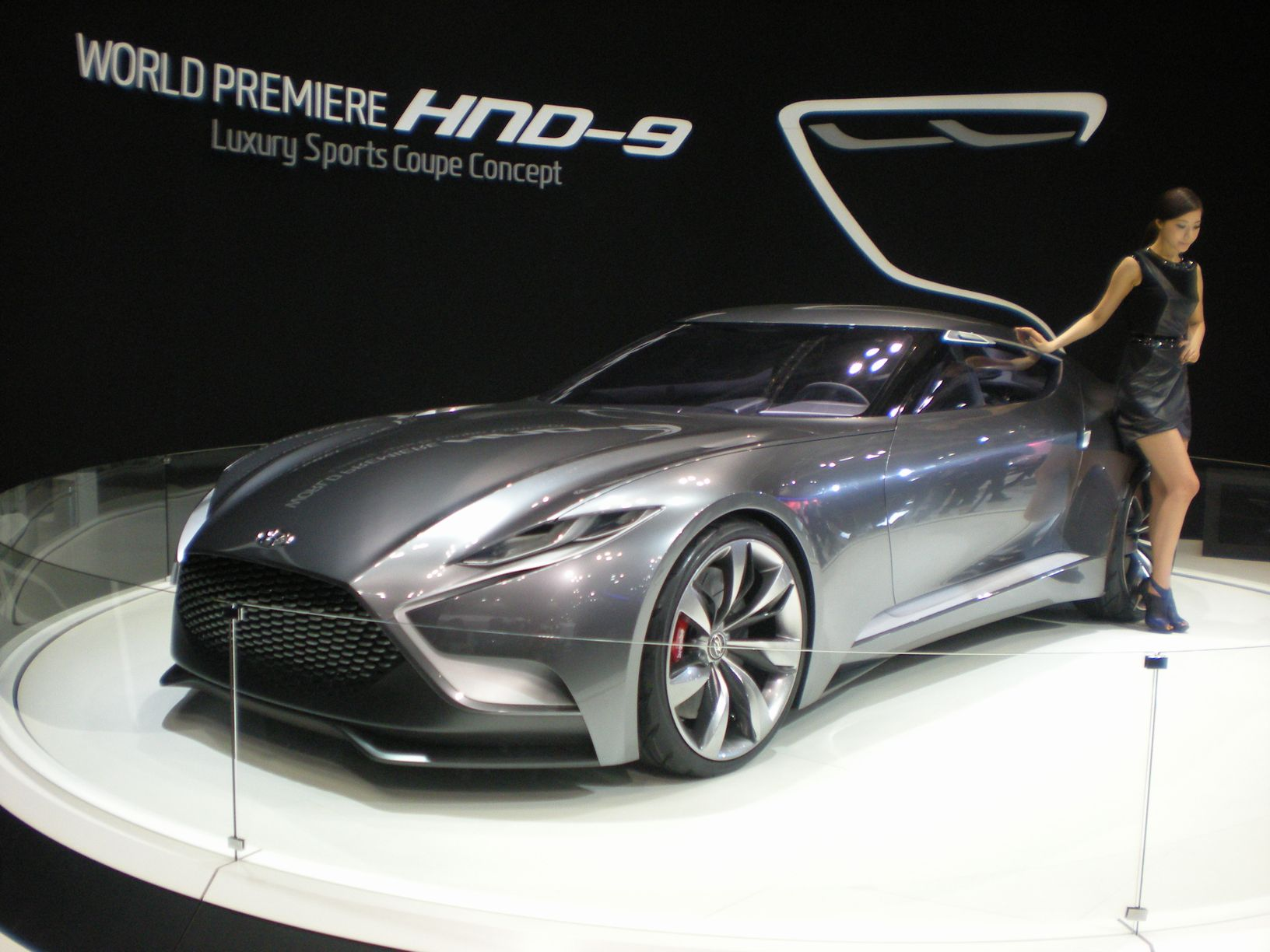
هیوندای اچ‌ان‌دی نمایشی

مدیران هیوندای با مشارکت شرکت‌های ایتال‌دیزاین؛ به منظور طراحی خودرو و میتسوبیشی موتورز؛ برای تأمین اجزای خودرو و ساخت اکسل، نخستین خودرو کره‌ای، یعنی هیوندایی پونی را در سال ۱۹۷۵ تولید کردند، که در پی آن صادرات نخستین محصول بخش خودروسازی هیوندای، به کشور اکوادور نیز در همین سال آغاز گردید. هیوندای پونی عنوان سازنده پرفروش‌ترین خودرو کره‌ای را برای شرکت هیوندای به ارمغان آورد و هنوز نیز آمار فروش این خودرو، در مجموعه خودروسازی هیوندای، بدون رقیب باقی‌مانده‌است. 

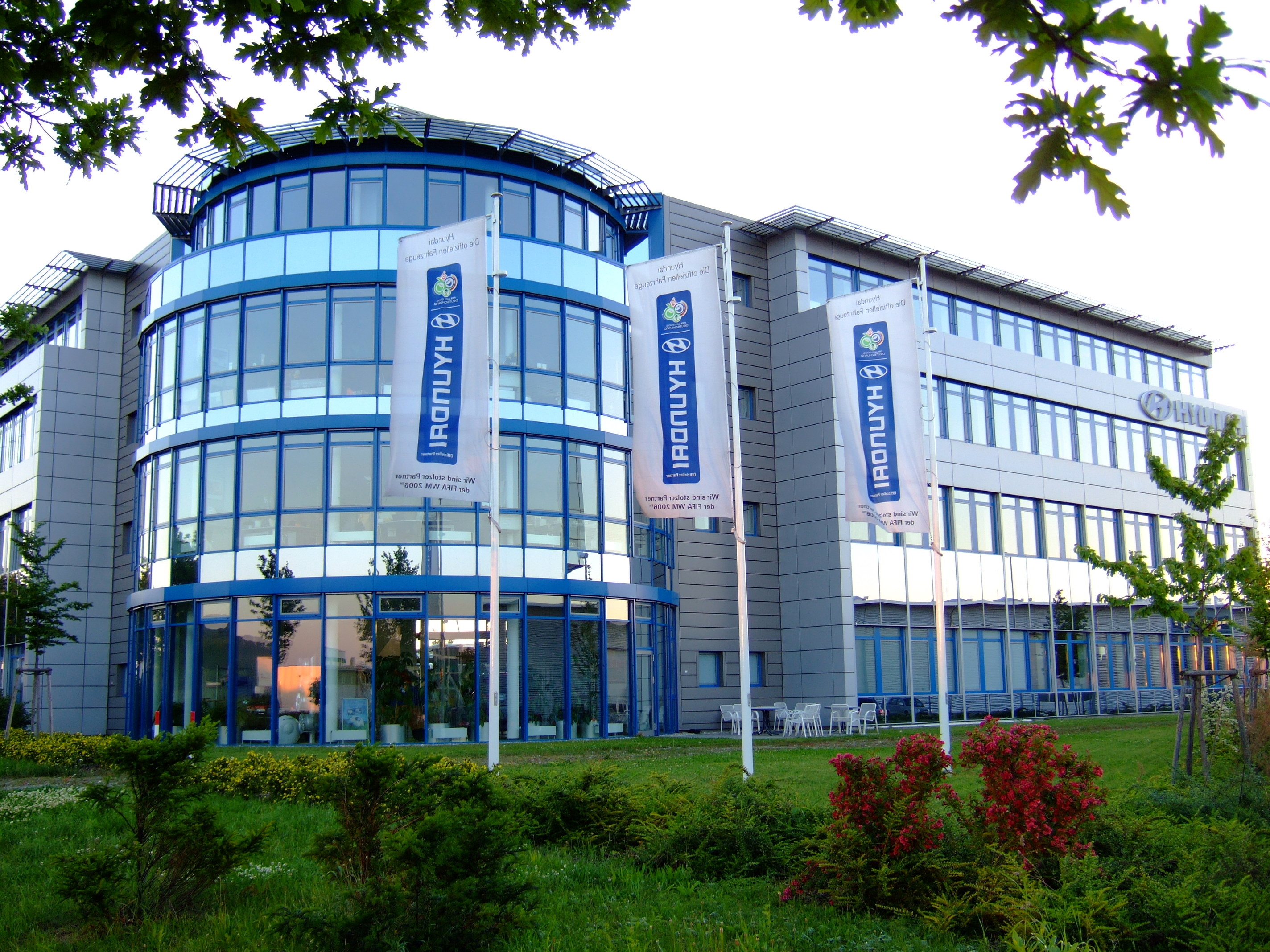
ساختمان اداری هیوندای موتور آلمان، در شهر نکازاولم

نسل دوم از خودروی هیوندای پونی در سال ۱۹۸۲ نقطه عطف دیگری را رقم زد و نخستین صادرات در مقیاس وسیع خودروهای هیوندای شکل گرفت. خودروی کوچک پونی، با بهره‌مندی از سود درآمد کارکنان کره‌ای، بازار خودرو کوچک کانادا را در سال ۱۹۸۳ دگرگون ساخت. پس از آن بود که جهان خودروسازی از به وجود آمدن یک سازنده دیگر خودرو در آسیای جنوب شرقی مطلع شد.

تا سال ۱۹۹۱ شرکت هیوندای طیف خودروهایش را به هیوندای الانترا بزرگتر، هیوندایی سوناتا و نخستین مدل کوپه‌اش، توسعه داده بود. این شرکت در همان سال نخستین موتور آلفا ۱٫۵ لیتر را نیز تولید نمود. میزان فروش شرکت هیوندای موتور به‌ویژه در بازارهای آمریکای شمالی، در حال افزایش بود، گرچه این رشد، اساساً به دلیل قیمت تولید پائین خودروهای هیوندای در ایالات متحده بود. در دهه ۱۹۹۰ خودروهای تولید شده توسط هیوندای، با مشکل پائین بودن کیفیت ساخت و نیز کم‌توجهی به جزئیات در طراحی‌ها، انگشت‌نما بودند. 

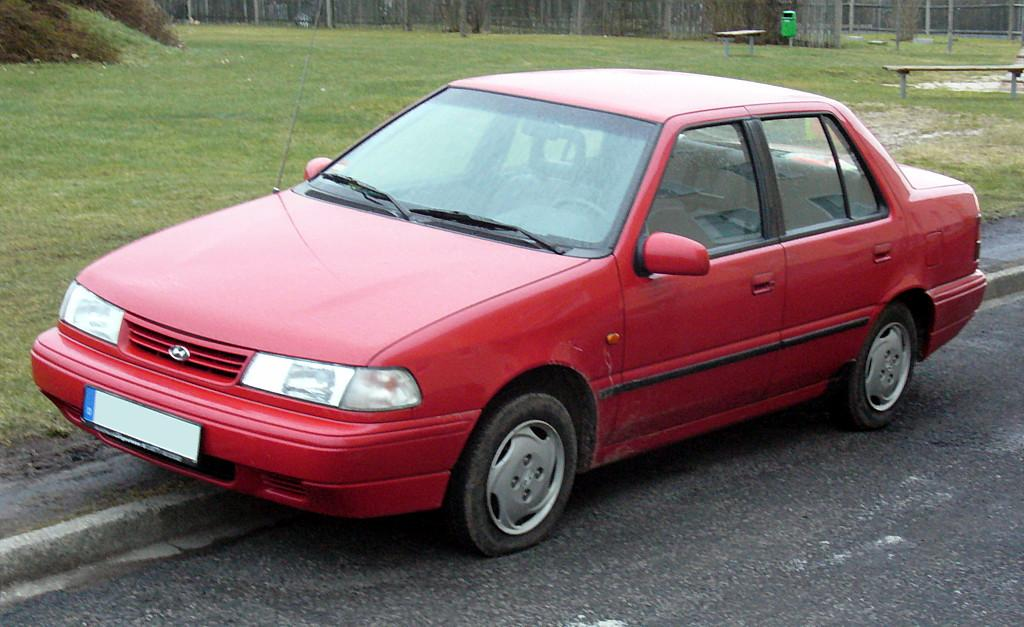
هیوندایی پونی

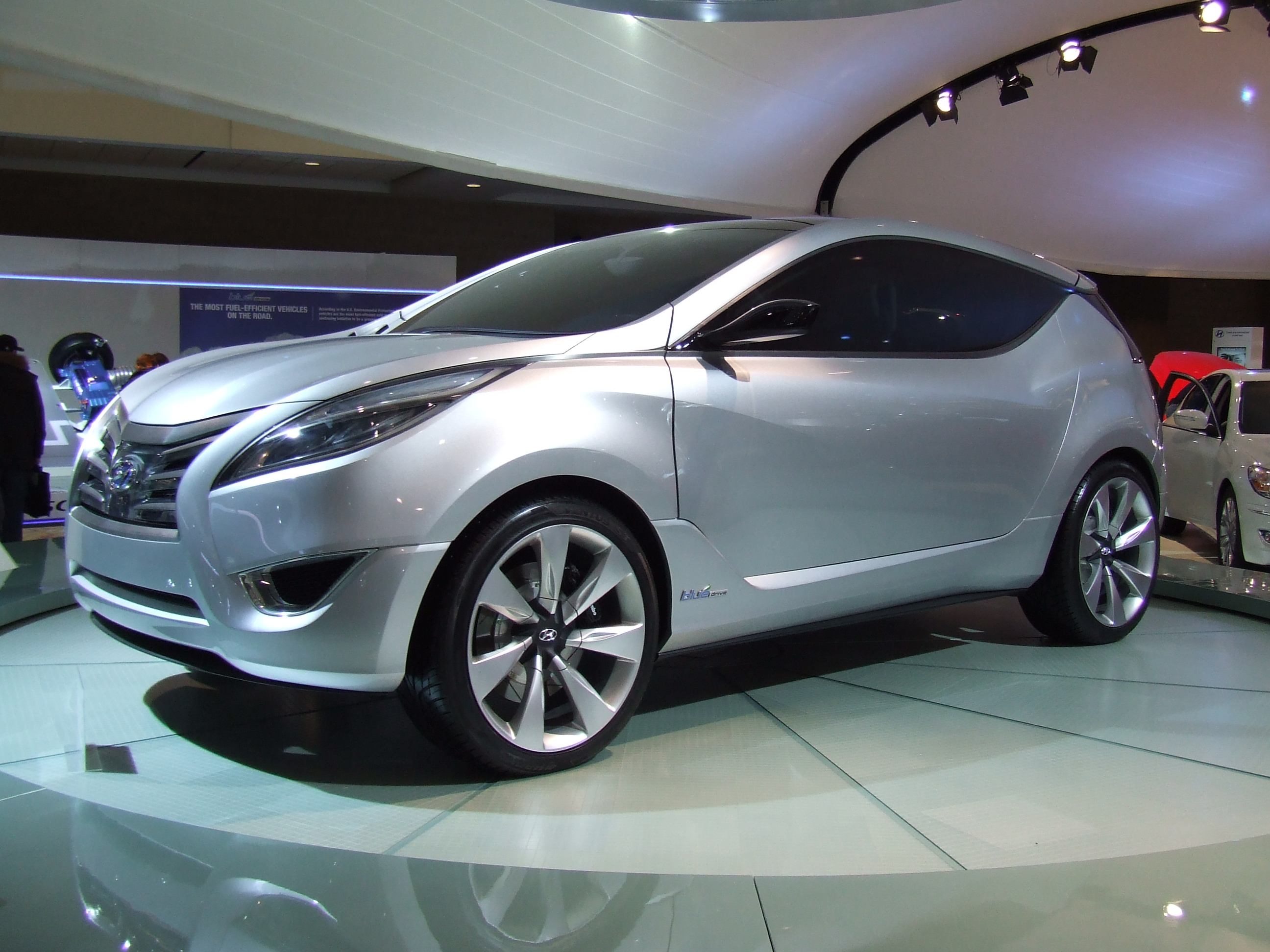
هیوندای ناویس

در سال ۱۹۹۷ بحران مالی آسیا، زیان بسیاری به صنعت خودروسازی کره جنوبی وارد ساخت، اما شرکت هیوندای از این فرصت استفاده کرد، تا شرکت کیا موتورز که در آن دوران ورشکسته شده بود را خریداری و تصاحب نماید و موقعیت پیشتاز خود در بازار داخلی کره را تقویت کند. با این وجود این بحران قسمت تاریک فروش چند صنعتی را در شرکت مادر؛ یعنی گروه هیوندای آشکار ساخت.
در پی فشارهای دولت وقت کره جنوبی، سرانجام مالکان هیوندای اقدام به تفکیک بخش‌های مختلف از گروه هیوندای نمودند، که پس از تکمیل فرایند تفکیک بخش‌های مختلف این گروه، در سال ۱۹۹۸ چانگ مونگ-کو؛ فرزند ارشد چانگ جو-یانگ (بنیانگذار شرکت‌های هیوندای) کنترل صنعت خودروسازی این گروه را در دست گرفت، که امروزه همچنان نیز در جایگاه مدیرعامل و رئیس هیئت مدیره هیوندای موتور، سکان رهبری این مجموعه صنعتی را در دست دارد. چانگ پس از تحویل شرکت در سال‌های نخست، مدیریت را سازماندهی کرد، کنترل کیفی را ارتقا بخشید و سرمایه‌گذاری در زمینه تحقیق و توسعه را در هیوندای موتور افزایش داد.
پس از جدا شدن از گروه هیوندای در سال ۲۰۰۰ شرکت هیوندای موتور توانست به همراه کیا موتورز، زیر چتر گروه هیوندای موتور، تنها بر روی صنعت خودروسازی تمرکز نماید. از آن زمان به بعد هیوندای موتور تحت مدیریت چانگ مونگ-کو، موفق شده تا حد چهارمین خودروساز بزرگ جهان، به همراه کیا و خود به تنهایی، تا رتبه هشتمین شرکت بزرگ خودروسازی جهان، رشد کند. برنامه هیوندای، پیشروی تا به دست آوردن مقام پنجم تا پایان دهه ۲۰۲۰ است. در اروپا نیز امروزه سایت‌های تولید و نیز طراحی توسط هیوندای ایجاد شده‌اند.
در طول دهه ۲۰۰۰ میلادی، خودروهای هیوندای به صورت وسیع در کیفیت ساخت، فناوری و حتی طراحی ظاهری، توسعه یافتند، که تغییر ظاهر خودروها و طراحی بدنه آن‌ها، توسط مراکز طراحی جدیدی که از سال ۲۰۰۱ به بعد راه‌اندازی شده بودند، انجام می‌شود. تولید نسل چهارم از هیوندای سوناتا، در ابتدای دهه ۲۰۰۰ میلادی، با خودروهای ژاپنی پُرفروش و جدید ویژه خانواده، در بازار ایالات متحده آمریکا به رقابت پرداخت، در حالی‌که در این دوره زمانی، مدل‌های هیوندای آی۱۰، هیوندای آی۲۰ و هیوندای آی۳۰، بازار اروپا را هدف قرار داده بودند و فروش بسیاری را در اروپا به خود اختصاص دادند. این شرکت در سال ۲۰۰۸ هیوندای جنسیس را عرضه کرد، که رقیب خودروهای سایز بزرگ لکسوس و اینفینیتی به‌شمار می‌آید.
کارخانه جدید در جمهوری چک بنابر برنامه ظرفیت تولید سالانه‌ای در حدود ۳۰۰ هزار دستگاه خودرو را خواهد داشت. بعلاوه هیوندای هم‌اکنون بزرگ‌ترین کارخانه یکپارچه و سایت مجتمع تولید خودروی جهان، با ظرفیت تولیدی معادل ۱ میلیون و ۶۰۰ هزار دستگاه در سال را در اختیار دارد، که کارخانجات اصلی آن به‌صورت یکپارچه در شهر اولسان، کره جنوبی مستقر است.
امروزه در کره جنوبی هیوندای موتور به تنهایی بیش از ۵۰٪ از بازار فروش خودرو را به خود اختصاص داده‌است. شرکت هیوندای موتور با پشتیبانی مالی جام جهانی ۲۰۰۶ آلمان نیز وجهه خود را به خوبی بهبود بخشید. در حدود یک هزار دستگاه خودروی هیوندای، در این دوره از جام جهانی فوتبال، در کشور آلمان به‌صورت داوطلبانه فعال بودند.

## میزان تولید
در جدول زیر، تولید خودروهای شرکت‌های زیرمجموعه گروه هیوندای موتور (شامل کیا موتورز و هیوندای موتور) در طول سال مالی ۲۰۰۹ به تفکیک خودروهای سبک (سواری) و سنگین (کامیون و اتوبوس) و میزان تولید سالیانه آنها مشخص شده‌است.
| برند    | خودرو     | کامیون  | اتوبوس | مجموع     |
| ------- | --------- | ------- | ------ | --------- |
| هیوندای | ۲٫۷۵۵٫۴۸۹ | ۲۴۷٫۰۴۵ | ۹۷٫۴۲۲ | ۳٫۰۹۹٫۹۴۶ |
| کیا     | ۱٫۴۶۷٫۰۴۳ | ۷۷٫۹۳۴  | ۸۴۳    | ۱٫۵۴۵٫۸۲۰ |
| مجموع   | ۴٫۲۲۲٫۵۳۲ | ۳۲۴٫۹۷۹ | ۹۸٫۲۶۵ | ۴٫۶۴۵٫۷۶۶ |

## مراکز تحقیق و توسعه
شرکت هیوندای موتور هم‌اکنون دارای ۷ مرکز تحقیق و توسعه برای بازارهای بین‌المللی خود می‌باشد، که ۳ مرکز آن در کره جنوبی، یک مرکز در آلمان، یک مرکز در ژاپن و یک مرکز نیز در کشور هند مستقر است. بزرگ‌ترین مرکز تحقیق و توسعه این شرکت نیز در ایالت کالیفرنیا قرار دارد و فعالیت‌های این مرکز تنها بر تولیدات هیوندای موتور در بازار ایالات متحده آمریکا، متمرکز است.

## محصولات
| تولید                 | خودرو              | توضیحات | تصویر |
| --------------------- | ------------------ | --- | ----- |
| خودروهای شهری         |                    | |       |
| ۱۹۹۷-اکنون            | هیوندای آتوس       | خودرویی جمع‌وجور است، که برای رقابت با خودروهای فورد کا و فولکس‌واگن لوپو عرضه گردید. نسل دوم آتوس در سال ۲۰۰۲ و نسل سوم آن نیز در سال ۲۰۰۴ وارد بازار شد. از تابستان ۲۰۰۴ عرضه آتوس تنها در اروپا متوقف شد و هیوندای گتز جایگزین این مدل گردید. از سال ۲۰۰۸ نیز هیوندای آی۱۰ جای آن را در اروپا پر کرد. هیوندای آتوس همچنان در کشور هند بفروش می‌رسد.                                 |       |
| ۲۰۰۸-اکنون            | هیوندای آی۱۰       | خودرویی کوچک در کلاس خودروهای شهری است که جانشینی برای مدل هیوندای آتوس می‌باشد. این مدل در کارخانه‌های هیوندای موتور مستقر در چنای، هند و کولیم، مالزی تولید می‌شود. |       |
| خودروهای سوپرمینی     |                    | |       |
| ۲۰۰۲–۲۰۰۹             | هیوندای گتز        | این مدل جانشین مدل هیوندای آتوس شد، که با توجه به تقاضای بالا برای فروش، در سال ۲۰۰۵ اصلاحاتی در آن انجام گردید و مدل توسعه یافته، به عنوان نسل دوم از گتز عرضه شد. در بازار خودروی اروپا، در میان همه مدل‌های عرضه شده توسط هیوندای، پس از هیوندای توسان، بیشترین فروش را در سال ۲۰۰۹ داشته‌است.                                                                                     |       |
| ۲۰۰۸-اکنون            | هیوندای آی۲۰       | یکی از موفق‌ترین مدل‌های شرکت هیوندای موتور، در بازار اروپا به‌شمار می‌آید. آی۲۰ جانشینی برای هیوندای گتز است، که از نظر ابعاد، اندکی از گتز بزرگتر می‌باشد. این مدل از نظر ایمنی از استاندارد بالایی برخوردار است. سال ۲۰۱۲ نسل دوم آی۲۰ عرضه گردید، که از نظر فنی و ظاهری، تغییراتی در آن ایجاد شد.                                                                                    |       |
| خودروهای کامپکت       |                    | |       |
| ۱۹۷۵–۱۹۹۴             | هیوندای پونی       | این خودرو در کلاس خودرو کامپکت کوچک قرار گرفته، طراحی آن خودروهای موتور جلو-محور عقب بوده‌است. |       |
| ۱۹۹۴-اکنون            | هیوندای اکسنت      | نمونه توسعه یافته و جانشین هیوندای پونی می‌باشد، که در رده‌بندی خودروهای سایز کوچک هیوندای، بالاتر از هیوندای گتز و زیر هیوندای آی۳۰ قرار دارد. |       |
| ۱۹۹۰–۲۰۰۰             | هیوندای الانترا    | این مدل تنها در اروپا و کره جنوبی عرضه شد. نسل دوم آن در سال ۱۹۹۵ با ایجاد تغییراتی در موتور و نسل سوم از الانترا در سال ۱۹۹۸ با ایجاد تغییراتی در ظاهر و طراحی بدنه آن، وارد بازار اروپا شد. هیوندای الانترا در عمل، نمونه اولیه از مدل هیوندای الانترا به‌شمار می‌آید. |       |
| ۲۰۰۰-اکنون            | هیوندای الانترا    | این خودرو در کشورهای کره جنوبی، مالزی و ایران با نام هیوندای آوانته شناخته می‌شود. الانترا در سال ۲۰۱۱ عنوان خودروی سال آمریکای شمالی را از آن خود کرد. این مدل در بازار اروپا جانشینی برای هیوندای لانترا بود، که از سال ۲۰۰۷ تولید آن در اروپا متوقف شد و هیوندای آی۳۰ جایگزین آن گردید، اما در بازار آمریکای شمالی، از سال ۲۰۰۷ نسل چهارم و پس از آن نسل پنجم از الانترا عرضه شد. |       |
| ۲۰۰۷-اکنون            | هیوندای آی۳۰       | |       |
| خودروهای اندازه متوسط |                    | |       |
| ۱۹۸۳–۱۹۸۹             | هیوندای استلر      | این خودرو که در واقع بر پایه فورد کورتینا ساخته شده اس در کلاس خودرو سایز متوسط قرار گرفته‌است. |       |
| ۱۹۸۷-اکنون            | هیوندای سوناتا     | خودرویی است، که در کلاس خودرو سایز متوسط و با طراحی خودروهای موتور جلو-محور جلو و چهار در سدان تولید شده‌است. نام این مدل، برگرفته از واژه سونات می‌باشد. |       |
| ۲۰۱۱-اکنون            | هیوندای آی۴۰       | خودرویی طراحی شده برای بنابر متوسط بازار اروپا است. این مدل، بر پایه هیوندای سوناتا ساخته شده، که تغییرات بسیاری در طراحی ظاهری و طول خودرو انجام شده‌است. در تابستان ۲۰۱۱ نسخه استیشن واگن و در بهار ۲۰۱۲ نسخه سدان آی۴۰ عرضه گردید. این خودرو کیفیت بالاتری نسبت به سوناتا دارد و در طراحی جلو شبیه به هیوندای الانترا می‌باشد. البته این خودرو موتور ضعیف تری نسبت به سوناتا دارد. |       |
| خودروهای شرکتی        |                    | |       |
| ۱۹۹۸–۲۰۰۵             | هیوندای آزرا       | نسل چهارم خودروهای سایز بزرگ هیوندای است که با موتور ۳٫۳ لیتری با قدرت ۲۳۵ اسب بخار عرضه می‌شود. این خودرو از یک گیربکس ۵ سرعته تیپ ترونیک استفاده می‌کند. سال ۲۰۱۱ تغییراتی در ظاهر و موتور آن داده شد. نوع لیمیتد آن با موتور ۳۸۰۰ سی‌سی عرضه شده بود. |       |
| ۲۰۰۵-اکنون            | هیوندای گرندر      | مدل گرندر، مدل توسعه یافته از هیوندای آزرا می‌باشد، که طول آن اندکی بیشتر از آزرا است و تنها در بازار اروپا عرضه می‌شود. مدل گرندر با طول ۴٫۹ متر، یکی از بزرگ‌ترین خودروهای تولیدشده توسط هیوندای می‌باشد. |       |
| ۲۰۰۸-اکنون            | هیوندای جنسیس      | این خودرو که نخستین بار در نمایشگاه خودرو نیویورک رونمایی شد، اکنون مدرن‌ترین و به لحاظ فنی پیچیده‌ترین در ترکیب را در میان همه خودروهای هیوندای دارا می‌باشد. |       |
| خودروهای لوکس         |                    | |       |
| ۱۹۹۶–۲۰۰۵             | هیوندای دیناستی    | |       |
| ۱۹۹۹-اکنون            | هیوندای ایکوئس     | این مدل که با نام هیوندای سنتنیال نیز شناخته می‌شود، دارای پلتفرم و موتور مشترک با میتسوبیشی پرودیا می‌باشد. مدل ایکوئس، با طول ۵٫۱ متر، رقیب خودروهایی چون مرسدس-بنز کلاس-اس، ب‌ام‌و سری ۷، آئودی ای۸ و لکسوس ال‌اس به‌شمار می‌آید. |       |
| خودروهای اس‌یووی       |                    | |       |
| ۲۰۰۰-اکنون            | هیوندای سانتافه    | این مدل که طرح توسعه یافته از نسل دوم هیوندای گرندر بود، با طول ۴٫۵ متر، یکی از نخستین تولیدات در در این کلاس خودرو محسوب می‌شد. نسل سوم این خودرو در بازار ایران به دلیل طراحی زیبای خود به محبوبیت فراوانی دست یافت. |       |
| ۲۰۰۵–۲۰۱۰             | هیوندای توسان      | سومین خودروی اس‌یووی طراحی شده توسط هیوندای می‌باشد. هیوندای موتور در این مدل، برای نخستین بار از سامانه کنترل پایداری الکترونیکی استفاده نمود. |       |
| ۲۰۰۶-اکنون            | هیوندای وراکروز    | طراحی این مدل موتور جلو، خودرو محور جلو و چهار چرخ محرک بوده، طول آن ۴٬۸ متر است. وراکروز در سال ۲۰۰۶ جهت رقابت با لکسوس آرایکس و ب‌ام‌و ایکس۵ (ای۷۰) به بازار عرضه شد. این مدل که جز کراوس اورهای بزرگ دسته‌بندی شده‌است، با نام آی‌ایکس۵۵ نیز شناخته می‌شود. |       |
| ۲۰۰۹-اکنون            | هیوندای آی‌ایکس۳۵   | جانشینی برای هیوندای توسان است و از سال ۲۰۱۰ در اروپا و آسیا به فروش می‌رسد. |       |
| خودروی بیابانگرد      |                    | |       |
| ۱۹۹۱–۲۰۰۳             | هیوندای گالوپر     | این مدل نسل دوم از خودروی میتسوبیشی پاجرو می‌باشد، که لیسانس آن توسط هیوندای خریداری شده‌است. |       |
| ۲۰۰۱–۲۰۰۶             | هیوندای تیراکان    | طراحی آن موتور جلو و خودرو چهار چرخ محرک بوده‌است. سامانه جعبه‌دندهٔ آن ۵ دنده به دو صورت خودکار و دستی است. |       |
| خودروهای اسپورت‌کوپه   |                    | |       |
| ۱۹۸۹–۱۹۹۶             | هیوندای اس‌کوپه     | این خودرو در کلاس خودرو اسپورت قرار گرفته‌است. سامانه جعبه‌دندهٔ آن ۵ دنده به دو صورت خودکار و دستی است. |       |
| ۱۹۹۶–۲۰۰۹             | هیوندای کوپه       | این خودرو در کلاس خودرو اسپورت قرار گرفته، طراحی آن خودروهای موتور جلو-محور جلو بوده‌است. |       |
| ۲۰۰۸-اکنون            | هیوندای جنسیس کوپه | یک خودرو اسپورت کوپه دیفرانسیل عقب است که نخستین خودروی کوپه دیفرانسیل عقب هیوندای محسوب می‌شود و بر روی پلتفرم سدان هیوندای جنسیس ساخته شده‌است. شتاب صفر تا صد این خودرو با گیربکس ۶ سرعته تیپ ترونیک ۵٫۴ ثانیه‌است. جنسیس کوپه رقیب خودروهای اینفینیتی جی و آئودی ای۵ به‌شمار می‌آید.                                                                                                 |       |
| ۲۰۱۱-اکنون            | هیوندایی ولاستر    | خودرویی کوپه و سه در است، که در کلاس خودروهای کامپکت کوچک قرار گرفته و طراحی آن خودروهای موتور جلو-محور جلو بوده‌است. ولاستر در سال ۲۰۱۱ به عنوان طراحی سال شناخته شد. |       |
| خودروهای مینی‌ون       |                    | |       |
| ۱۹۹۵–۲۰۰۲             | هیوندای سانتامو    | این مدل که بر پایه میتسوبیشی چاریوت تولید شده بود، لیسانس آن توسط هیوندای موتور، از شرکت میتسوبیشی موتورز خریداری شده‌است. |       |
| ۲۰۰۱–۲۰۱۰             | هیوندای لاویتا     | خودرویی است که در کره جنوبی، ترکیه و مالزی تولید شده‌است. طول آن ۴٬۰۲ متر است و در کلاس کامپکت ام‌پی‌وی رده‌بندی می‌شود. |       |
| ۲۰۰۶-اکنون            | هیوندای انتروج     | این مدل که بر پایه کیا کارنیوال ساخته شده‌است، در کلاس مینی‌ون قرار می‌گیرد. |       |
| ۲۰۱۰-اکنون            | هیوندای آی‌ایکس ۲۰  | خودرویی در کلاس وانت است، که دارای پلتفرم مشترک با کیا ونگا می‌باشد. |       |
| وسایل نقلیه تجاری     |                    | |       |
| ۱۹۷۷-اکنون            | هیوندای پورتر      | |       |
| ۱۹۸۶–۲۰۰۴             | هیوندای گریس       | این مدل که بر پایه میتسوبیشی ال-۳۰۰ تولید شده بود، حق تولید آن توسط هیوندای موتور، از شرکت میتسوبیشی موتورز خریداری شده‌است. |       |
| ۱۹۹۷-اکنون            | هیوندای استارکس    | خودرویی در کلاس ون است که از سال ۱۹۹۷ تاکنون در کره جنوبی، اندونزی و ترکیه تولید شده‌است. استارکس بر پایه میتسوبیشی دلیکا تولید شده و حق ساخت آن توسط هیوندای موتور، از شرکت میتسوبیشی موتورز خریداری شده‌است. |       |
| ۲۰۰۰–۲۰۰۷             | هیوندای لایبرتو    | این مدل بر پایه هیوندای اچ-۱ ساخته شده‌است. |       |
|                       |                    | |       |

## تولیدات کنونی

### هیوندای آی۱۰
هیوندای آی۱۰ کوچک‌ترین عضو خانواده هیوندای موتور است، که یک هاچ‌بک ۵ در می‌باشد و بیشتر برای بازار هند طراحی و ساخته شده‌است. این ماشین با موتورهای ۱٫۱ لیتری و ۱٫۲ لیتری دیزلی، بنزینی و الکتریکی عرضه شده‌است.

### هیوندای آی۲۰
هیوندای آی۲۰ خودرویی کوچک و جمع و جور است، که از سال ۲۰۰۸ در هند و ترکیه تولید می‌شود. این خودرو نشان ۵ ستاره ایمنی را دریافت کرده‌است. هیوندای آی۲۰ با موتورهای ۱٫۴ و ۱٫۶ لیتری و طراحی بدنه ۵ در تولید شده و به صورت انحصاری در اروپا عرضه می‌شود.

### هیوندای اکسنت
هیوندای اکسنت از سال ۱۹۹۴ در فهرست تولیدات هیوندای موتور قرار گرفت و تاکنون ۴ نسل از آن طراحی و تولید شده‌است. مدل‌های مختلفی از اکسنت به صورت هاچ بک ۳ و ۵ در و سدان ۴ در تولید می‌شوند. موتورهای کنونی ۱٫۴ لیتری بنزینی، با توان ۱۰۷ اسب بخار و ۱٫۶ لیتری بنزینی، با توان ۱۲۳ اسب بخار می‌باشند. موتورهای دیزلی نیز برای این مدل خودرو قابل انتخاب می‌باشند.

### هیوندای الانترا
هیوندای الانترا یکی از محبوب‌ترین خودروهای هیوندای موتور محسوب می‌شود، که تاکنون یک بار نیز به عنوان خودروی سال در آمریکای شمالی برگزیده شده‌است. الانترا به عنوان یک سدان کوچک و فشرده، اما کامل و با موتورهای ۱٫۶ و ۱٫۸ لیتری عرضه می‌شود. این خودرو از سال ۱۹۹۰ در خط تولید هیوندای موتور قرار گرفته و تاکنون ۵ نسل از آن، طراحی و تولید شده‌است.

### هیوندای آی۳۰

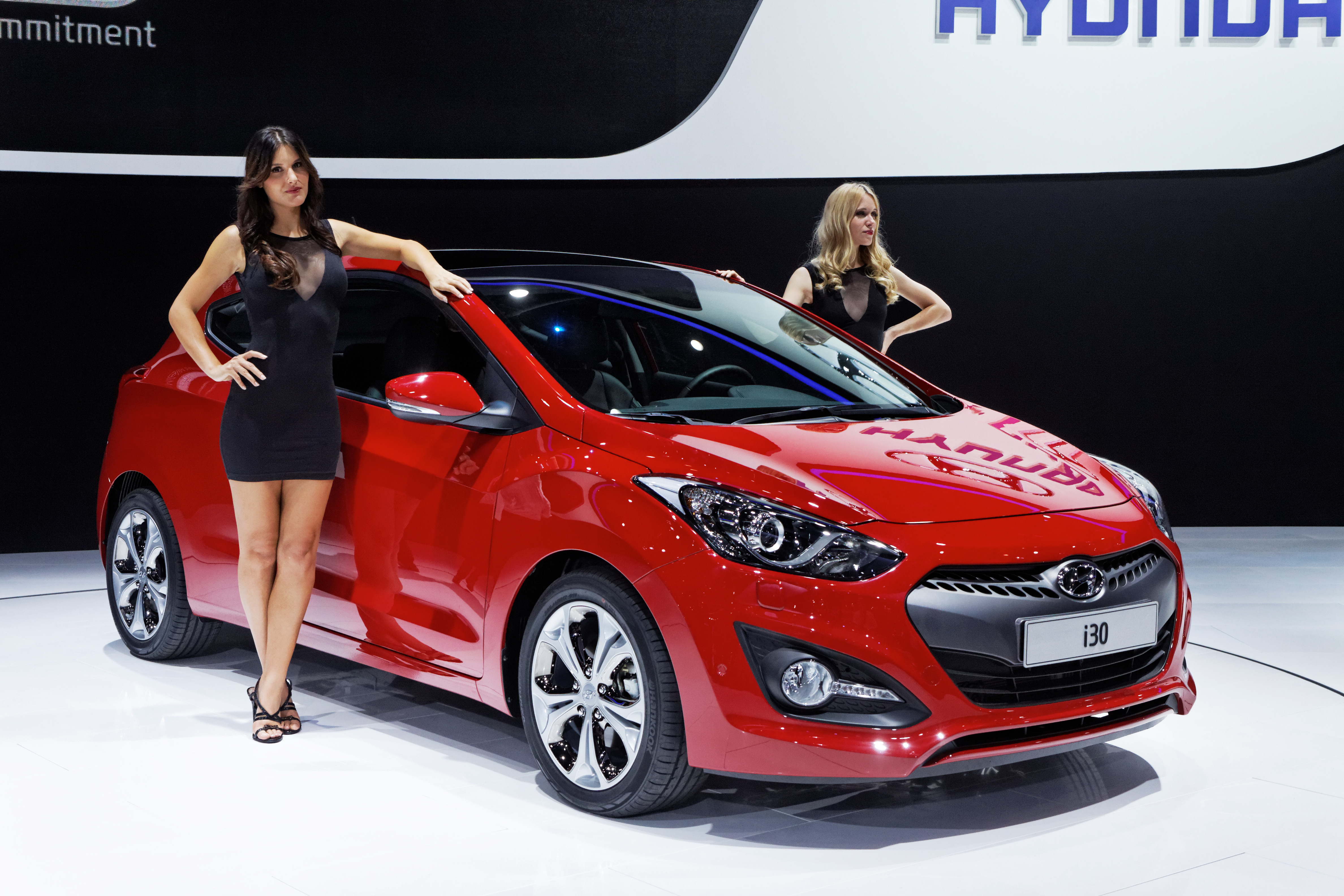
هیوندای آی۳۰ در نمایشگاه خودروی پاریس ۲۰۱۲

هیوندای آی۳۰ اشتراکات فراوانی با الانترا دارد، اما بزرگ‌ترین تفاوت آن در سبک هاچ‌بک بدنه می‌باشد. در کانادا و ایالات متحده آمریکا با نام الانترا واگن یا نسل چهارم الانترا عرضه می‌شود. پلتفرم این خودرو با کیا سید یکسان و مشترک است. مشخصات این مدل شامل: طول*عرض*ارتفاع ۴۳۰*۱۷۸*۱۴۸ سانتی‌متر، فاصله ۲ محور جلو و عقب ۲۶۵ سانتی‌متر و وزن خالص آن معادل ۱۱۸۵ کیلوگرم است.

### هیوندای آی۴۰
هیوندای آی۴۰ یکی از جوانترین خودروهای هیوندای است، که در سال ۲۰۱۱ معرفی شد و در رده خودروهای خانوادگی متوسط و بزرگ قرار می‌گیرد. این خودرو در ۲ نوع سدان ۴ در و واگن ۵ در تولید می‌شود و در پلتفرم، با سوناتا یکی است و آن را نسخه اروپایی سوناتا می‌دانند. مدل آی۴۰ بجز اروپا، در استرالیا و نیوزیلند نیز به فروش می‌رسد. این خودرو کیفیت بالاتری نسبت به مدل سوناتا دارد و در طراحی جلو، شبیه به هیوندای الانترا می‌باشد. البته این خودرو موتور ضعیف‌تری نسبت به سوناتا دارد.

### هیوندای سوناتا
هیوندای سوناتا یکی از پرفروش‌ترین مدل‌های شرکت هیوندای موتور در دهه ۲۰۱۰ میلادی به‌شمار می‌آید. پیشینه تولید این خودرو به سال ۱۹۸۵ بازمی‌گردد. نسل ششم سوناتا، دیگر یک خودرو فول سایز شناخته می‌شود. موتورهای ۲ و ۲٫۴ لیتری روی پلتفرم این خودرو قرار می‌گیرند.

### هیوندای آزرا
هیوندای آزرا در شرکت هیوندای موتور، پیشینه‌ای طولانی دارد و از سال ۱۹۸۶ تاکنون در خط تولید هیوندای قرار دارد و فاصله میان ۲ خودروی سوناتا و جنسیس سدان را پر می‌کند. این خودرو در کلاس لوکس قرار گرفته و اکنون موتورهای ۲٫۴ لیتری، ۳ لیتری و ۳٫۳ لیتری روی پلتفرم این خودرو قرار می‌گیرند.

### هیوندای ولاستر
هیوندای ولاستر یکی از جدیدترین خودروهای اسپرت کامپکت هیوندای است، که نخستین بار در سال ۲۰۱۱ عرضه شد و در کلاس کوپه و ۳ در می‌باشد. این خودرو داری حجم موتور ۱۶۰۰ سی‌سی، دارای امکانات چون کروز کنترل، رینگ‌های ۱۷ اینچی، گرمکن صندلی‌های جلو، بلندگوهای همراه با ساب‌ووفر، آینه‌های تاشو برقی همراه با گرمکن، گیربکس ۶ سرعته و ۲ کلاچه، در مدل‌های جدیدتر دارای موتور جی‌دی‌آی و طراحی سقف پانوراما است.

### هیوندای جنسیس کوپه
هیوندای جنسیس کوپه را می‌توان تلاش طراحان خودروهای هیوندای، برای تمایز میان محصولات عادی و لوکس خود دانست. جنسیس کوپه از سال ۲۰۰۸ وارد بازار شد. این خودرو نخستین مدل کوپه دیفرانسیل‌عقب هیوندای بود، که در پلاتفرم با جنسیس سدان اشتراکاتی دارد. اکنون ۲ موتور ۲ لیتری ۴ سیلندر توین توربو و ۶ سیلندر ۳٫۸ لیتری، روی پلتفرم جنسیس کوپه قابل انتخاب می‌باشند. مدل ۴ سیلندر ۲۷۴ اسب بخار نیرو و ۲۷۵ پوند فوت گشتاور تولید می‌کند. این اعداد برای مدل ۶ سیلندر به ترتیب ۳۴۸ اسب و ۲۹۵ پوند فوت می‌باشند.

### هیوندای جنسیس سدان
هیوندای جنسیس سدان، یکی از خودروهای اسپرت هیوندای است، که برای رقابت با خودروهای لوکس اروپایی و ژاپنی وارد بازار شده‌است. خودروی جنسیس سدان در سال ۲۰۰۸ رونمایی شد. از نگاه کارشناسان طراحی خودرو، سدان اسپرت جنسیس همان راهی را می‌رود که نیسان با اینفینیتی و تویوتا با لکسوس پیموده‌اند.

### هیوندای ایکوئس
هیوندای ایکوئس گرانترین و لوکس‌ترین خودروی هیوندای موتور است، که یک سدان اندازه بزرگ می‌باشد و در بازار خودروی خاورمیانه بنام سنتنیال شناخته می‌شود. نسل نخست این خودرو تا سال ۲۰۰۸ تولید می‌شد. اما از سال ۲۰۰۹ نسل دوم با الهام از مرسدس و بی‌ام‌و و لکسوس با موتور ۸ سیلندر ۵ لیتری عرضه می‌گردد.
یک مدل لیموزین نیز از این خودرو وجود دارد، که در طراحی بدنه آن، ۳۰ سانتی‌متر فضای بیشتری میان ۲ محور اصلی آن ایجاد شده‌است.

### هیوندای وراکروز
هیوندای وراکروز از سال ۲۰۰۶ تا ۲۰۱۳ پرچمدار شاسی‌بلندهای هیوندای موتور بود. این مدل از نظر امنیت بدنه، امن‌ترین خودروی این کلاس محسوب می‌شود. طول*عرض*ارتفاع ۴۸۴*۱۹۵*۱۸۱ سانتیمتر، فاصله میان دو محور ۲۸۰ سانتی‌متر و وزن خالص ۱۹۳۶ برای مدل‌های دیفرانسیل جلو و ۲۰۱۱ کیلوگرم برای مدل‌های ۲ دیفرانسیل می‌باشد. خط تولید هیوندای وراکروز از سال ۲۰۱۳ متوقف شده‌است.

### هیوندای سانتافه
هیوندای سانتافه را باید محبوب‌ترین خودروی شاسی‌بلند هیوندای موتور دانست. سانتافه در پلاتفرم با کیا سورنتو شریک می‌باشد. از ماه ژوئن نسل سوم سانتافه در مدل ۵ نفره و از ماه نوامبر مدل ۷ نفره آن توسط هیوندای عرضه شد. مدل‌های با ۷ صندلی از فاصله میان ۲ محور بیشتری برخوردارند و همچنین هواکش موتور، رینگ‌های ۱۸ اینچی، اگزوز و فرم بدنه آن‌ها نیز متفاوت است.

### هیوندای توسان
هیوندای توسان نخستین بار در سال ۲۰۰۹ توسط هیوندای موتور در نمایشگاه خودروی فرانکفورت به نمایش درآمد. هیوندای برای تولید این مدل، ۳۶ ماه زمان و ۲۲۵ میلیون دلار هزینه توسعه و پژوهش نموده‌است. موتورهای بنزینی ۱٫۶، ۲ و ۲٫۴ لیتری روی هیوندای توسان قابل نصب‌اند. موتور ۴ سیلندر ۲ لیتری ۱۶۵ اسب بخار نیرو تولید می‌کند و مدل ۲٫۴ لیتری هم ۱۷۶ اسب بخار. هیوندای توسان، همانند برادر بزرگتر خود در ۲ نوع؛ دیفرانسیل جلو و ۲ دیفرانسیل عرضه می‌شود.

## بازار اروپا
داستان موفقیت هیوندای موتور در بازار خودروی اروپا، سال ۱۹۹۵ با معرفی مدل کوچک هیوندای پونی آغاز شد، که با قیمت پایین خود، مورد استقبال قرار گرفت. ۹ سال پس از آن هیوندای با معرفی هیوندای سانتافه، مهم‌ترین گام را برای تبدیل شدن به یک خودروساز جهانی برداشت. آن مدل اس‌یووی دروازه بازارهای پر منفعت و جدید اروپا را برای این خودروساز گشود. از نسل نخست سانتافه در کشورهای مختلف، بیش از یک میلیون دستگاه به فروش رفت.
امروزه از هر ۱۰ خودروی کلاس اس‌یووی در آلمان، یکی هیوندای است. این شرکت هم‌اکنون برای هر کلاس خودرو یک مدل پرفروش را ارائه کرده‌است، برای نمونه برای بزرگ‌راه، خارج از شهر و حتی دشت‌های سنگلاخی، مدل‌هایی چون تیراکان، توسان و سانتافه را طراحی و تولید نموده‌است. در فهرست‌های زیر، آمار فروش خودروهای سبک شرکت هیوندای موتور، در ۳ کشور اروپایی درج شده‌است. اعداد درج شده، در ستون زیر نام هر کشور، نمایان‌گر تعداد خودروهای به‌فروش رسیده‌است.
| سال  | آلمان   | سهم بازار |
| ---- | ------- | --------- |
| ۱۹۹۵ | ۲۳٫۷۰۴  | ۰٬۷۲٪     |
| ۱۹۹۶ | ۳۱٫۹۴۳  | ۰٬۹۱٪     |
| ۱۹۹۷ | ۱۶٫۶۲۲  | ۰٬۴۷٪     |
| ۱۹۹۸ | ۲۱٫۱۸۵  | ۰٬۵۷٪     |
| ۱۹۹۹ | ۱۹٫۶۱۰  | ۰٬۵۲٪     |
| ۲۰۰۰ | ۲۱٫۶۶۶  | ۰٬۶۴٪     |
| ۲۰۰۱ | ۱۹٫۸۹۴  | ۰٬۶۰٪     |
| ۲۰۰۲ | ۲۷٫۸۹۷  | ۰٬۸۶٪     |
| ۲۰۰۳ | ۳۴٫۴۷۶  | ۱٬۰۷٪     |
| ۲۰۰۴ | ۴۵٫۶۶۷  | ۱٬۴۰٪     |
| ۲۰۰۵ | ۵۱٫۷۰۴  | ۱٬۵۵٪     |
| ۲۰۰۶ | ۵۲٫۴۰۵  | ۱٬۵۱٪     |
| ۲۰۰۷ | ۴۷٫۵۲۳  | ۱٬۵۱٪     |
| ۲۰۰۸ | ۵۱٫۶۷۷  | ۱٬۶۷٪     |
| ۲۰۰۹ | ۹۱٫۳۳۰  | ۲٬۴۰٪     |
| ۲۰۱۰ | ۷۴٫۲۸۷  | ۲٬۵۵٪     |
| ۲۰۱۱ | ۸۶٫۸۶۶  | ۲٬۷۰٪     |
| ۲۰۱۲ | ۱۰۰٫۸۷۵ | ۳٬۳۰٪     |
| ۲۰۱۳ | ۱۰۱٫۵۲۲ | ۳٬۴۴٪     |

| سال  | اتریش  |
| ---- | ------ |
| ۲۰۰۳ | ۶٫۰۸۳  |
| ۲۰۰۴ | ۷٫۶۵۷  |
| ۲۰۰۵ | ۹٫۲۲۲  |
| ۲۰۰۶ | ۸٫۱۳۵  |
| ۲۰۰۷ | ۸٫۰۸۷  |
| ۲۰۰۸ | ۶٫۸۶۴  |
| ۲۰۰۹ | ۱۲٫۱۴۸ |
| ۲۰۱۰ | ۱۵٫۷۴۵ |
| ۲۰۱۱ | ۱۸٫۱۲۰ |
| ۲۰۱۲ | ۱۹٫۲۸۴ |

| سال  | سوئیس |
| ---- | ----- |
| ۱۹۹۹ | ۵٫۵۳۶ |
| ۲۰۰۰ | ۷٫۱۳۹ |
| ۲۰۰۱ | ۷٫۳۳۹ |
| ۲۰۰۲ | ۸٫۶۱۴ |
| ۲۰۰۳ | ۷٫۶۹۹ |
| ۲۰۰۴ | ۷٫۰۵۰ |
| ۲۰۰۵ | ۶٫۹۱۷ |
| ۲۰۰۶ | ۶٫۱۷۹ |
| ۲۰۰۷ | ۴٫۶۸۱ |
| ۲۰۰۸ | ۵٫۷۹۵ |
| ۲۰۰۹ | ۵٫۷۶۱ |
| ۲۰۱۰ | ۶٫۲۴۹ |
| ۲۰۱۱ | ۵٫۵۵۵ |

## هیوندای در ایران
شرکت راین خودرو که از زیرمجموعه‌های شرکت کرمان موتور است، برای نخستین بار نمایندگی مونتاژ و فروش دو مدل از خودروهای هیوندای، به نام‌های هیوندای ورنا و هیوندای آوانته، در ایران را برعهده داشت. با بالا گرفتن تحریم اقتصادی ایران این شرکت به دلیل قطع همکاری شرکت هیوندای، به ناچار خط تولید این مدل‌ها را متوقف کرد.
از سال ۱۳۸۵ شرکت آسان موتور نمایندگی انحصاری واردات خودروهای هیوندای موتور به ایران را در اختیار گرفت. شرکت آسان موتور از سال ۲۰۰۶ مجوز واردات ۵ مدل هیوندای آزرا، هیوندای سوناتا، هیوندای توسان، هیوندای سانتافه و هیوندای کوپه را دریافت کرد، سپس در سال ۲۰۰۹ نیز اقدام به واردات سری دوم از خودروهای شرکت هیوندای، مطابق با استانداردهای اروپایی از جمله هیوندای جنسیس، هیوندای آی‌ایکس۵۵ و هیوندای آی۳۰ نمود.
پس از امضای توافقنامه برجام در سال ۱۳۹۴ موج بازگشت شرکت‌های خودروسازی جهانی به ایران شدت گرفت. در این راستا شرکت هیوندای همکاری خود را با شریک تجاری سابق و البته این بار از طریق شرکت کرمان موتور مجدداً از سر گرفت. در فاز اول شرکت کرمان موتور نسبت به واردات خودروهای آماده هیوندای اقدام نمود و مدل‌های اکسنت، النترا، سوناتا، توسان و سانتافه روانه بازار ایران شد. در فاز دوم شرکت کرمان موتور برنامه مونتاژ خودروهای اکسنت، النترا، توسان و کونا را در کارخانه خود در شهر بم کلید زد اما پس از مدتی با خروج دونالد ترامپ از توافقنامه برجام همکاری دو شرکت پس از تولید تعداد محدودی خودروی اکسنت و النترا مجدداً ناکام ماند.
خودروهای هیوندای موتور که اکنون در بازار ایران موجود می‌باشند، در فهرست زیر درج شده‌اند.
| تولید             | خودرو              | تصویر |  |
| ----------------- | ------------------ | ----- |  |
| خودروهای سواری    |                    |       |  |
| ۱۹۸۵-اکنون        | هیوندای سوناتا     |       |  |
| ۱۹۹۴-اکنون        | هیوندای اکسنت      |       |  |
| ۱۹۹۰-اکنون        | هیوندای الانترا    |       |  |
| ۱۹۹۷-اکنون        | هیوندای آزرا       |       |  |
| ۲۰۰۸-اکنون        | هیوندای آی۲۰       |       |  |
| ۲۰۰۷-اکنون        | هیوندای آی۳۰       |       |  |
| ۲۰۱۱-اکنون        | هیوندای آی۴۰       |       |  |
| ۲۰۱۱-اکنون        | هیوندای ولاستر     |       |  |
| خودروهای لوکس     |                    |       |  |
| ۱۹۹۹–۲۰۱۶         | هیوندای سنتنیال    |       |  |
| ۲۰۰۸–۲۰۱۶         | هیوندای جنسیس      |       |  |
| ۲۰۰۸–۲۰۱۶         | هیوندای جنسیس کوپه |       |  |
| خودروهای شاسی‌بلند |                    |       |  |
| ۲۰۰۶–۲۰۱۵         | هیوندای وراکروز    |       |  |
| ۲۰۰۰-اکنون        | هیوندای سانتافه    |       |  |
| ۲۰۰۴-اکنون        | هیوندای توسان      |       |  |
| ۱۹۹۷-اکنون        | هیوندای اچ۱        |       |  |
|                   |                    |       |  |